# 후한 화제
한 목종 효화황제 유조(漢 穆宗 孝和皇帝 劉肇, 79년 ~ 106년, 재위 88년 ~ 106년)는 후한의 제4대 황제로, 장제의 아들이다. 묘호는 좌중랑장(左中郞將) 채옹의 건의로 초평 원년(190년)에 취소되었다.

## 생애
장제(章帝)의 서자로 넷째아들로 태어났으며 귀인 양씨(貴人梁氏) 소생이다. 생모인 양귀인(梁貴人)은 궁정내의 다툼속에서 장제의 황후 두씨(竇氏)에게 살해당했다. 폐위된 이복형 청하효왕을 대신하여 태자가 되고 88년 9살로 즉위하여 화제 이후 어린 황제가 계속 즉위해 후한은 쇠퇴일로를 걷게 되었다. 당연히 9살 아이에게 정치를 맡길 수 없기에 두태후가 수렴청정을 하기 시작하여 황태후의 오빠인 두헌(竇憲)이 외척으로 정권을 장악하였다. 두헌은 흉노토벌에서도 전공을 세우게 되어 대장군이 되었다.
화제도 나이가 먹어가면서 이에 반감을 품게 되었고, 실권을 자신에게 되돌리길 바랐다. 이 감정은 두헌측에게도 알려져, 두헌은 화제를 살해할 계획을 세우기 시작했다. 화제도 그 움직임을 알아채고, 두씨를 토벌할 계획을 세우게 되었다. 화제가 모신으로 선택한 이가 환관 정중(鄭衆)이었다. 정중을 선택한 이유는 한가지 환관이기에 비밀리에 모의를 할 수 있고, 정중 자신이 뛰어난 인물이며 눈썰미도 있었고, 두뇌가 명석해 행동력도 있다고 알려져 있다. 92년 두헌을 궁정내에 불러들여 대장군의 인수(印綬)를 되찾고 실권을 빼앗은 뒤, 영지에 보내 자살을 명했다. 이로 인해 두씨일족을 정권에서 배제하고 실권을 되돌리게 되었다. 정중은 공적이 커서 단향후(鄲郷侯)에 봉해지고, 대장추(大長秋)의 직책을 받았다. 그후에도 정중을 신임해 화제의 정치는 측근정치의 색을 띠었고 이것이 후한에서 환관의 횡포의 효시가 되었다. 정중은 확실히 정권에 가세하게 되어, 이 이후 어린 황제가 계속해서 등장하면서 외척세력과 환관세력간의 격렬한 다툼이 계속되게 되었다. 이렇듯 많은 상황으로 인해 [후한은 화제의 시대부터 쇠퇴의 길을 걷게 되었다]라고 평했다.
또 한편 외정면에서는 후한의 시대에서 가장 활발한 시대여서 서역의 50여개국이 후한에게 복종했다. 이러한 성공은 반초(班超)의 역량에 의해 이루어진 경우가 커서, 반초의 사후 서역에서 후한의 영향력은 일거에 약해졌다. 문화적으로는 직접 화제가 무엇을 했는지 알 수는 없지만, 이 시대 후한의 문화에 대해서 특필한 것은 2가지이다. 한가지는 반고(班固), 반소(班昭)에 의한 『한서』(漢書)의 성립(92년)이고, 또 한가지는 채륜(蔡倫)에 의한 제지법의 개량(105년)이었다.

## 가족
- 부황 : 제3대 장제 유달(58년 ~ 88년)
- 모후 : 장덕황후 두씨(章德皇后 竇氏, ? ~ 97년), 두황후의 양자가 되었다.
- 생모 : 귀인 양씨, 추존하여 공회황후(恭懷皇后)
- 이모 : 귀인 양씨, 부황 장제의 후궁이자 생모 양귀인의 친언니.
  - 이복형 : 천승정왕(千乘貞王) 유항(劉伉), 제10대 질제의 조부
  - 이복형 : 덕제(추존), 제7대 안제의 아버지
- 황후 : 폐후 음씨(廢后 陰氏)
- 황후 : 화희황후 등씨(和熹皇后 鄧氏)
  - 차남 : 제5대 상제 유융(殤帝 劉隆) - 생모는 알려져 있지 않다. 화희황후의 양자이다.
- 후궁 : 귀인 주씨(貴人 周氏)
- 후궁 : 귀인 풍씨(貴人 馮氏)
- ?
  - 장남 : 평원회왕 유승(平原懷王 劉勝) - 생모미상
  - 아들 : 10명 요절 - 생모미상
  - 장녀 : 수무공주 유보(修武公主 劉保) - 생모미상
  - 차녀 : 공읍공주 유성(共邑公主 劉成) - 생모미상
  - 3녀 : 임영공주 유리(臨潁公主 劉利) - 생모미상
  - 4녀 : 문희공주 유흥(聞喜公主 劉興) - 생모미상

## 기년
| 화제        | 원년            | 2년        | 3년        | 4년        | 5년        | 6년        | 7년                  | 8년        | 9년        | 10년       |
| ----------- | --------------- | ---------- | ---------- | ---------- | ---------- | ---------- | -------------------- | ---------- | ---------- | ---------- |
| 서력 (西曆) | 89년            | 90년       | 91년       | 92년       | 93년       | 94년       | 95년                 | 96년       | 97년       | 98년       |
| 간지 (干支) | 기축(己丑)      | 경인(庚寅) | 신묘(辛卯) | 임진(壬辰) | 계사(癸巳) | 갑오(甲午) | 을미(乙未)           | 병신(丙申) | 정유(丁酉) | 무술(戊戌) |
| 연호 (年號) | 영원(永元) 원년 | 2년        | 3년        | 4년        | 5년        | 6년        | 7년                  | 8년        | 9년        | 10년       |
| 화제        | 11년            | 12년       | 13년       | 14년       | 15년       | 16년       | 17년                 |            |            |            |
| 서력 (西曆) | 99년            | 100년      | 101년      | 102년      | 103년      | 104년      | 105년                |            |            |            |
| 간지 (干支) | 기해(己戌)      | 경자(庚子) | 신축(辛丑) | 임인(壬寅) | 계묘(癸卯) | 갑진(甲辰) | 을사(乙巳)           |            |            |            |
| 연호 (年號) | 11년            | 12년       | 13년       | 14년       | 15년       | 16년       | 17년 원흥(元興) 원년 |            |            |            |